# NGC 1482

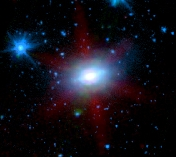
NGC 1482 par le télescope spatial Spitzer.

NGC 1482 est une galaxie lenticulaire située dans la constellation de l'Éridan. NGC 1482 a été découverte par l'astronome germano-britannique William Herschel en 1799.

## Caractéristiques
NGC 1482 présente une large raie HI et elle renferme des régions d'hydrogène ionisé.

### Distance
Sa vitesse par rapport au fond diffus cosmologique est de 1 817 ± 40 km/s, ce qui correspond à une distance de Hubble de 26,8 ± 2,0 Mpc (∼87,4 millions d'al).
À ce jour, une mesure non basée sur le décalage vers le rouge (redshift) donne une distance d'environ 19,600 Mpc (∼63,9 millions d'al). Cette valeur est à l'extérieur des valeurs de la distance de Hubble.

### Luminosité dans l'infrarouge
La luminosité de la galaxie NGC 1482 dans l'infrarouge lointain (de 40 à 400 µm)  est égale à 4,57 × 1010 {\displaystyle L_{\odot }} (1010,66{\displaystyle L_{\odot }}) et sa luminosité totale dans l'infrarouge (de 8 à 1 000 µm) est de 6,31 × 1010 {\displaystyle L_{\odot }} (1010,80{\displaystyle L_{\odot }}).

## Amas de l'Éridan
NGC 1482 est une galaxie de l'amas de l'Éridan.

## Supernova
La supernova SN 1937E a été découverte dans NGC 1482 le 26 novembre 1937 par l'astrophysicien américano-suisse Fritz Zwicky. Le type de cette supernova n'a pas été déterminé.